# Топур (Мінський повіт)
Топур (пол. Topór) — село в Польщі, у гміні Мрози Мінського повіту Мазовецького воєводства.
Населення — 150 осіб (2011).
У 1975-1998 роках село належало до Седлецького воєводства.

## Демографія
Демографічна структура станом на 31 березня 2011 року:
|          | Загалом | Допрацездатний вік | Працездатний вік | Постпрацездатний вік |
| -------- | ------- | ------------------ | ---------------- | -------------------- |
| Чоловіки | 77      | 22                 | 46               | 9                    |
| Жінки    | 73      | 11                 | 30               | 32                   |
| Разом    | 150     | 33                 | 76               | 41                   |